# Mikroregion Valašskomeziříčsko-Kelečsko
Mikroregion Valašskomeziříčsko-Kelečsko je dobrovolný svazek obcí v okresu Vsetín, jeho sídlem je Valašské Meziříčí a jeho cílem je rozvoj regionu. Sdružuje celkem 16 obcí a byl založen v roce 2001.

## Obce sdružené v mikroregionu
- Branky
- Choryně
- Jarcová
- Kelč
- Kladeruby
- Kunovice
- Lešná
- Loučka
- Mikulůvka
- Oznice
- Podolí
- Police
- Střítež nad Bečvou
- Valašské Meziříčí
- Velká Lhota
- Zašová